# Deltobotys galba
Deltobotys galba is een vlinder van de familie van de grasmotten (Crambidae). De wetenschappelijke naam van deze soort is voor het eerst voorgesteld door Eugene Gordon Munroe in een publicatie uit 1964.
De soort komt voor in Venezuela.